# پایگاه نیروی هوایی فلوریانوپلیس
پایگاه نیروی هوایی فلوریانوپلیس (به انگلیسی: Florianópolis Air Force Base) (به زبان بومی: Base Aérea de Florianópolis) یک فرودگاه نظامی: پایگاه نیروی هوایی با کد یاتا FLN است که یک باند فرود بتن دارد و طول باند آن ۱۵۰۰ متر است. این فرودگاه در کشور برزیل قرار دارد و در ارتفاع ۶ متری از سطح دریا واقع شده است.